# Prologue (Album)
Prologue ist das dritte Studioalbum der britischen Progressive-Rock-Gruppe Renaissance. Es wurde im Jahr 1972 veröffentlicht.

## Hintergrund
Nach einigen Umbesetzungen war 1972 kein Gründungsmitglied mehr in der Band aktiv. Zusammen mit John Tout und Annie Haslam, die beide schon seit 1970/71 dabei waren, gingen nun John Camp, Terence Sullivan und Mick Parsons auf eine kurze Tournee. Michael Dunford wollte lieber an neuem Material arbeiten. Kurz bevor es ins Studio gehen sollte, kam Mick Parsons bei einem Autounfall ums Leben. Er wurde kurzfristig durch Rob Hendry ersetzt, der gleich nach den Aufnahmesessions die Band wieder verließ – woraufhin Michael Dunford wieder den Part an der Gitarre übernahm. Auf Rajah Khan übernahm Francis Monkman von Curved Air das Solo auf dem VCS3.
Die Stücke auf Prologue wurden von Jim McCarty und Michael Dunford, mit Hilfe der Lyrikerin Betty Thatcher geschrieben. Das Intro des Titelsongs hat Anleihen an Chopins Revolutionsetüde, Kiev zitiert Rachmaninow. Das Album ist Mick Parsons gewidmet.

## Titelliste
Seite 1
1. Prologue – 05:39 (Dunford)
2. Kiev – 07:39 (McCarty/Thatcher)
3. Sounds of the Sea – 07:09 (Dunford/Thatcher)

Seite 2
1. Spare Some Love – 05:05 (Dunford/Thatcher)
2. Bound for Infinity – 04:17 (McCarty/Thatcher)
3. Raja Khan – 11:14 (Dunford)

## Kritiken
„Dominierend in der neuen Besetzung waren Sängerin Annie Haslam mit ihrer einmaligen Stimme, sowie der Keyboarder John Tout, dessen klassisch inspiriertes Klavierspiel immer wieder überzeugt. […] Insgesamt ist "Prologue" eines der besten Renaissance-Alben überhaupt.“

„Although there are those who say Renaissance’s golden age started with Ashes Are Burning, I personally consider this a worthy part of their classic era, a prologue yes, but definately [sic] every bit as vital as the next few releases. And yeah, I dig the fact that they still had some cool 'rock' to go with their 'prog' on this album. Great stuff and absolutely essential.“

„Well, this album is a half-masterpiece. The remaining songs which can't be tagged that way are listenable but really nothing special. Fortunately, the great half is just magical, genious music. However, it doesn't hold many resemblances to the equally stunning compositions of Ashes Are Burning, the direct follower to this album and a genuine masterpiece.“